# Президентские выборы в Чили (1931)
Досрочные президентские выборы в Чили проходили 4 октября 1931 года после ухода в отставку президента Карлоса Ибаньеса. Новым президентом стал кандидат от Радикальной партии Хуан Эстебан Монтеро, получивший 64% голосов избирателей при явке 73,5%.

## Предвыборная обстановка
Чили особенно пострадала от Великой депрессии. Президент Карлос Ибаньес не смог справиться с кризисом и подал в отставку. Он призвал к проведению новых выборов. Три традиционные партии (Радикальная, Консервативная и Объединённые либералы) договорились о поддержке единого кандидата, радикала Хуана Эстебана Монтеро. Тем не менее, Левая конвенция (Либеральная партия) выдвинула своего кандидата, бывшего президента Артуро Алессандри, который вернулся в Чили после эмиграции в Европе. Коммунистическая партия Чили была разделена на две фракции: Элиас Лафферте представлял сталинское крыло, а Мануэль Идальго Пласа — троцкистов. Однако, они не имели никаких реальных шансов на победу. Хотя в результате Монтеро опередил Алессандри, политическая нестабильность в стране продолжалась после выборов.

## Результаты
| Кандидат                            | Партия                  | Голоса  | %     |
| Хуан Эстебан Монтеро                | Радикальная партия      | 182 177 | 63,7% |
| ----------------------------------- | ----------------------- | ------- | ----- |
| Артуро Алессандри                   | Либеральная партия      | 99 075  | 34,7% |
| Элиас Лафферте                      | Коммунистическая партия | 2 434   | 0,9%  |
| Мануэль Идальго                     | Коммунистические левые  | 1 263   | 0,4%  |
| Прочие кандидаты и пустые бюллетени |                         | 861     | 0,3%  |
| Всего                               |                         | 285 810 | 100%  |
| Зарегистрированных избирателей/Явка |                         | 388 959 | 73,5% |